# Iviella reclusa
Iviella reclusa là một loài nhện trong họ Dictynidae.
Loài này thuộc chi Iviella. Iviella reclusa được Willis J. Gertsch & Wilton Ivie miêu tả năm 1936.